# 阿布魯齊公爵號輕巡洋艦
阿布魯齊公爵路易吉·迪·萨伏伊號輕巡洋艦（義大利語：Luigi di Savoia Duca degli Abruzzi）是義大利皇家海軍雇傭兵隊長級輕巡洋艦第五型的首艦，曾參與第二次世界大戰。戰爭結束後，本艦繼續服役於新成立的義大利海軍，最終於1961年除役。本艦由位於拉斯佩齊亞的奧托梅萊拉造船廠承造，艦名取自義大利探險家與海軍上將阿布魯齊公爵路易吉·阿梅迪奧。

## 設計
阿布魯齊公爵號輕巡洋艦是雇傭兵隊長級輕巡洋艦的最後一種亞型，不論在體積或是防護能力上均較其前輩來的出色，主要武裝亦自先前的八門152毫米主炮增加為10門。另一方面，本艦的動力系統與前繼艦隻不同，因此極速亦略為下降。

## 服役生涯

### 第二次世界大戰
本艦於1937年完工，隨後即與其姊妹艦朱塞佩·加里波底號輕巡洋艦共同組成第8巡洋艦隊，並參與了卡拉布里亞海戰與馬塔潘角海戰等作戰行動。
阿布魯齊公爵號於1941年11月22日遭盟軍空投魚雷擊中，但隨即獲得修復。1943年義大利投降後，本艦由盟軍接管，並被派往北大西洋反制德軍艦艇。

### 戰後
阿布魯齊公爵號的魚雷發射管於1945年後遭到移除，並增設了兩門4英吋防空炮。自1953年起，艦上加裝了一具AN/SPS-6 2D空中搜索雷達。
1953年下半年，在第里雅斯特歸還義大利的談判會議期間，本艦奉命自塔蘭托前往威尼斯以增加義大利方面在談判桌上的恫嚇能力。1954年10月26日，阿布魯齊公爵號成為義大利海軍的旗艦，並持續服役至1961年出售拆解為止。

## 引用
1. 1 2  Marina Militare website （页面存档备份，存于） （意大利文）
2. ↑  Malgeri, Francesco (2002). La stagione del centrismo: politica e società nell'Italia del secondo dopoguerra : 1945-1960. Rubbettino, p. 152. ISBN 88-498-0335-4 （意大利文）
3. ↑  Trieste torna all'Italia (26 Ottobre 1954) 的存檔，存档日期2011-03-08. by Riccardo Basile （意大利文）